# 팰월드
《팰월드》는 일본의 개발사 포켓페어가 개발하고 배급한 액션 어드벤처, 생존, 몬스터 포획 게임이다. 이 게임은 "팰"이라는 동물과 같은 생명체로 가득 찬 오픈 월드를 배경으로 하며, 플레이어는 팰과 싸우고 포획하여 기지 건설, 이동 및 전투에 사용할 수 있다. 플레이어는 팰을 기지에 배치하여 플레이어를 위한 작업을 자동으로 완료하도록 할 수도 있다. 팰월드는 혼자 플레이하거나 하나의 서버에서 최대 32명의 플레이어와 함께 온라인으로 플레이할 수 있다. 이 게임은 2021년에 발표되었으며, 2024년 1월에 Windows, Xbox One, Xbox Series X/S용 앞서 해보기를 통해 출시되었고, 2024년 9월에는 플레이스테이션 5로 출시되었다.
화기를 사용하고 팰에게 총을 장착하는 게임의 코믹한 전제는 "총을 든 포켓몬스터"라는 별명을 얻게 했다. 팰을 음식으로 사용하거나 광산 및 공장에서 육체 노동을 시키는 등의 다른 요소들도 주목을 받았다. 이 게임은 게임플레이, 콘텐츠, 풍자적 전제에 대한 칭찬과 함께 전반적으로 좋은 평가를 받았지만, 쇼크 유머에 대한 의존과 독창적이지 않은 디자인 및 메커니즘 사용에 대해서는 비판을 받았다.
팰월드는 앞서 해보기 첫 6일 만에 800만 장이 팔렸고, 스팀에서 200만 명 이상의 동시 접속자를 기록하여 플랫폼 역사상 세 번째로 많이 플레이된 게임이 되었다. 2024년 2월 22일 현재, 이 게임은 1,500만 장 이상이 판매되었고 3,200만 명 이상의 전 세계 플레이어를 끌어모아 가장 많이 팔린 PC 게임 중 하나가 되었다.

## 게임플레이
팰월드에서 플레이어는 커스터마이징 가능한 아바타를 3인칭 시점으로 조작하여 오픈 월드 팔파고스 섬을 탐험한다. 플레이어는 배고픔 수준을 관리하고, 기본적인 도구를 제작하고, 재료를 수집하고, 패스트 트래블 지점 역할을 하는 기지를 건설해야 한다. 테크놀로지 트리를 통해 플레이어는 무기, 건물 및 장식품을 제작하고 사용할 수 있다.
섬에는 187가지 유형의 "팰"이라는 생명체가 살고 있으며, 플레이어는 팰과 직접 전투를 벌여 약화시킨 다음 "팰 스피어"를 사용하여 포획한다. 팰은 논플레이어 캐릭터를 통해 암시장에서 구매하거나 다른 플레이어와 거래할 수도 있다. 팰을 얻은 후에는 전투에 소환하거나 기지에 배치하여 유형에 따라 수색, 제작 및 요리와 같은 작업을 돕도록 할 수 있다. 각 팰은 파트너 스킬을 가지고 있어 무기나 탈것으로 사용하여 추가적인 유용성을 제공한다.
게임의 보스에는 레이네 신디케이트, 자유 팰 연합 해방 운동, 영원한 불의 형제단, 팔파고스 섬 방위군, 팰 유전자 연구 부대와 같은 다양한 세력이 포함된다. 이 세력들은 섬 전역의 탑에 거주하는 강력한 팰 트레이너들이 이끌며, 이들이 게임의 주요 보스 전투이다. 세력에는 가끔 세계에 스폰되어 순찰하거나 서로 싸우는 인간 NPC가 포함되며, 이들은 플레이어에게 적대적이며 무기로 플레이어와 싸울 수 있다. 이 게임은 현상금 시스템을 특징으로 한다. 플레이어가 보통 인간을 상대로 범죄를 저지르면 다른 인간 NPC가 적대적으로 변하고 방위군 병사들이 스폰되어 죽이거나 추격자를 피할 때까지 공격한다.

## 개발
팰월드는 독립 동인 소프트웨어 회사인 포켓페어가 개발 및 배급하고 있으며, 시나가와, 도쿄에 본사를 두고 있다. 이 게임은 크래프토피아에 이은 두 번째 앞서 해보기 오픈 월드 서바이벌 프로젝트이다. 크래프토피아와 마찬가지로 젤다의 전설 브레스 오브 더 와일드를 연상시키는 게임플레이 메커니즘을 사용하지만, 포켓몬스터 프랜차이즈에 의해 대중화된 생명체 수집 메커니즘을 추가했다. 포켓페어는 포켓몬스터가 주요 영감 중 하나가 아니라고 밝혔다. 미조베 타쿠로 CEO에 따르면 팰월드의 개념은 공룡 동반자가 있는 아크 서바이벌 이볼브드를 기반으로 했으며, 생존 메커니즘과 게임 내 작업은 러스트에서 영감을 받았다. 림월드도 게임의 주요 영감으로 언급되었다.
이 게임은 크래프토피아보다 더 많은 오리지널 자산을 사용했는데, 이는 팀에게 도전 과제였다. 개발 초기에는 포켓페어의 이전 프로젝트를 구동했던 유니티에서 언리얼 엔진 4로 팰월드를 옮기기로 결정했는데, 이는 더 무거운 오픈 월드 게임에 더 적합하다고 판단했기 때문이다. 처음에는 2022년 출시를 계획했지만, 프로젝트 범위가 커지고 회사가 더 많은 직원을 고용하면서 마감 기한이 2023년 8월로 연장되었고, 그 다음에는 출시 시 전용 서버를 지원하기 위해 다시 연장되었다. 앞서 해보기가 시작되었을 때, 게임은 약 60% 완성된 것으로 추정되었다.
총 예산은 10억 엔을 초과했으며, 회사는 40명 이상의 직원을 추가로 고용했다. 게임의 캐릭터 애니메이터는 미조베 타쿠로가 전투 애니메이션 비디오와 소녀전선 팬 콘텐츠를 유튜브에 업로드하던 아마추어 애니메이터에게 연락한 후, 이전 산업 경험이 없었음에도 불구하고 고용되었다. 게임의 디렉터는 넷이즈에서 이미 자리를 잡고 있었음에도 불구하고 트위터 채용 공고를 통해 지원했다. 팰의 주요 캐릭터 디자이너는 2020년 10월 일러스트레이터 채용 과정에서 처음에는 거절당했지만, 2021년 2월에 다시 지원했을 때 고용되었다.

## 출시
이 게임은 2021년 6월 5일에 공개되었으며, 생존, 제작, 탐험, 생명체 활용 및 멀티플레이어 초점과 같은 주요 기능을 상세히 설명했다. 이후 몇 년 동안 더 많은 세부 정보가 공유되었으며, 게임은 도쿄 게임 쇼와 같은 프레젠테이션의 일부로 등장했다. 도쿄 게임 쇼에서는 포켓페어가 PC 외에 엑스박스 콘솔용 출시를 발표했으며, 서머 게임 페스트에서는 2024년 1월에 앞서 해보기 출시 시기를 공개했다.
팰월드는 2024년 1월 19일 스팀 앞서 해보기와 Xbox Game Preview를 통해 출시되었으며, 출시일부터 게임 패스를 통해 이용할 수 있다. 이 게임은 적어도 2025년까지 앞서 해보기 상태를 유지할 것으로 예상된다. 향후 업데이트를 위해 계획된 기능에는 PvP 모드, 길드 레이드, 서버 간 팰 거래가 포함된다. 2024년 6월 10일, 이 게임이 올해 말 macOS용으로 앞서 해보기로 출시될 것이라고 발표되었다. 2024년 6월 24일, 플레이스테이션 5로 출시될 것이라는 소식이 전해졌다. 포켓페어는 2024년 6월 27일에 새로운 팰, 사쿠라지마라는 새로운 섬, 그리고 다른 새로운 콘텐츠를 포함하는 첫 번째 대규모 확장이 출시될 것이라고 발표했다. 2024년 9월 25일, 플레이스테이션 5 버전의 게임이 출시되었다. 2024년 12월 23일, 제작팀은 주요 업데이트인 페이브레이크 섬을 출시했다. 2025년 3월 19일, 팰월드 0.5.0 업데이트는 모든 플랫폼에서 크로스 플레이를 추가했다.

## 평가

### 출시 전
이 게임의 공개 예고편은 소셜 미디어에서 높은 참여도를 얻었으며, 흥분부터 혐오까지 다양한 반응을 보였다. "총을 든 포켓몬스터"라는 문구는 플레이어와 언론인 모두가 이 게임을 지칭하는 데 일반적으로 사용되었다. 일부 시청자들은 이 게임이 가짜라고 생각했고, 이는 개발팀을 놀라게 했다. 또한 개발사의 이전 작품인 크래프토피아의 미완성 상태로 인해 일부 회의론을 받기도 했다. 노동법과 밀렵에 대한 언급이 포함된 홍보 자료의 풍자적인 어조는 생명체 수집 장르의 어두운 이면을 탐구하는 게임에 대한 관심을 불러일으켰다.
브라질에서는 "pal"의 발음이 포르투갈어로 pau와 비슷하여 게임의 홍보 효과가 높아졌다. Pau는 '목재'를 의미할 수도 있지만, 성적인 속어로 음경을 의미하기도 한다. 이 다의어 때문에 플레이어와 언론인 모두 게임과 팰에 대해 다양한 말장난을 사용했다.

### 앞서 해보기
팰월드는 비평가들로부터 대체로 긍정적인 평가를 받았다. IGN과 PC 인베이젼은 재미있는 전투와 몰입감 있는 게임 플레이 루프를 칭찬했으며, 후자는 비록 다소 황량하지만 다양한 팰들에 의해 생생하게 살아나는 넓은 환경을 언급했다. 디 이스케이피스트는 플레이어가 팰과 함께 더 강한 적과 싸울 수 있도록 하는 전투를 장점으로 묘사했다. 피시게임스엔은 이 게임을 "병적으로 설득력 있는 생명체 자본주의로의 하강"이라고 불렀으며, 윤리적으로 문제가 있는 행동과 팰의 독창적이지 않은 디자인과 같은 몇 가지 결함이 있었지만, 게임 플레이와 오픈 월드가 이를 보완했다고 언급했다. 게임스팟은 이 게임의 메커니즘과 분위기를 "종종 유쾌하고 진심 어린 것을 표현하기 위해 스스로 걸려 넘어지는 장르에서 신선한 관점"이라고 칭찬하며, "생명체 수집 게임이 착취-게임플레이 시스템을 인정한 것은 처음"이라고 믿었다.
반대로 Rock, Paper, Shotgun과 PC 게이머는 팰월드가 동물 학대와 착취 공장 노동에 대한 충격적인 유머에 너무 의존한다고 비판했으며, PC 게이머는 이를 "2000년대 중반 뉴그라운즈 에지로드"라고 비하하며 "과도한 몰입"이라고 비판했다. Rock Paper Shotgun은 팰의 게임플레이 메커니즘과 표현이 포켓몬과 몬스터 포획 장르의 의미와 매력을 근본적으로 오해했다고 주장했다. 또한 팰의 독창적이지 않은 디자인와 다른 타이틀에서 가져온 메커니즘에 대해서도 비판을 받았는데, VG247은 이것이 "칭찬할 만한" 게임을 훼손한다고 생각했다.
팰월드는 2024년 1월 19일 앞서 해보기 첫 8시간 만에 100만 장 이상 판매되었고, 첫 24시간 만에 200만 장, 40시간 만에 300만 장, 3일차에 500만 장, 4일차에 600만 장, 5일차에 700만 장, 6일차에 800만 장으로 증가했다. 2024년 1월 24일, 스팀에서 2,000,000명 이상의 동시 접속자를 기록하며, 배틀그라운드 (비디오 게임) 이후 처음으로 이 기록을 달성한 게임이 되었다. 높은 플레이어 수로 인해 서버 문제가 발생했다. 1월 27일, 팰월드는 스팀에서 2,101,867명의 동시 접속자를 기록했다. 2월 1일까지 이 게임은 스팀에서 1,200만 장이 팔렸고, 엑스박스에서 700만 명의 플레이어에 도달했다. 마이크로소프트에 따르면, 이 게임은 엑스박스 게임 패스에서 가장 많이 플레이된 3사 출시작으로, 엑스박스 플랫폼에서 하루 최고 약 300만 명의 동시 접속자를 기록했다. 2024년 2월 22일 현재, 이 게임은 스팀에서 1,500만 장이 팔렸고, 엑스박스에서 1,000만 명의 플레이어에 도달했다.
그러나 2월 11일까지 이 게임은 스팀에서 가장 큰 2주간의 플레이어 감소를 겪었으며, 최고 동시 접속자 수 2,101,867명에서 약 750,000명으로 줄었다. 이러한 보고에 대해 포켓페어 커뮤니티 관리자 버키는 X에 "이러한 '팰월드가 X%의 플레이어 기반을 잃었다'는 담론은 게으르지만, 헤드라인을 넘어 읽을 수 있는 사람들에게는 게임에서 잠시 쉬는 것이 괜찮다는 것을 다시 한번 확인시켜 줄 좋은 시기이기도 하다"고 썼다. 그는 또한 "여전히 팰월드를 플레이하고 있다면 우리는 당신을 사랑합니다. 더 이상 팰월드를 플레이하지 않는다면, 우리는 여전히 당신을 사랑하며, 당신이 준비되었을 때 두 번째 라운드로 돌아오기를 바랍니다."라고 썼다.
2025년 2월 현재, 팰월드는 스팀, 엑스박스, 플레이스테이션 5를 포함한 모든 플랫폼에서 3,200만 명 이상의 플레이어를 끌어모았다.

### 수상
| 연도 | 시상식               | 부문                       | 결과 | Ref.   |
| ---- | -------------------- | -------------------------- | ---- | ------ |
| 2024 | 골든 조이스틱 어워즈 | 최우수 앞서 해보기 게임    | 후보 | [ 59 ] |
| 2024 | The Steam Awards     | 친구와 함께 하기 좋은 게임 | 후보 | [ 60 ] |

### 포켓몬 표절 의혹 및 소송
출시 직후, X 사용자들은 여러 팰 디자인과 포켓몬 디자인 간의 유사성을 제기했으며, 한 사용자는 게임 자산의 표절 증거를 보여준다고 주장했다. 그러나 여러 법률 전문가들은 팰월드의 생명체들이 포켓몬 종 디자인의 저작권을 침해할 가능성이 낮으며, 대신 다양한 생명체 개념에 대한 일반적인 아이디어만 차용했다고 지적했다(아이디어-표현 구별 참조). 포켓페어의 CEO는 캐릭터 개념이 주로 2021년 회사의 새로운 일러스트레이터 공개 채용 후 고용된 한 명의 대학원생에 의해 디자인되었다고 밝혔다. 그는 또한 이 게임이 법률 검토를 통과했다고 밝혔다. 1월 24일, 포켓몬 컴퍼니는 이 게임을 간접적으로 언급하며 성명을 발표했다. "[우리는] 2024년 1월에 출시된 다른 회사의 게임에 대해 많은 문의를 받았습니다 [...] 우리는 포켓몬과 관련된 지적 재산권을 침해하는 행위를 조사하고 적절한 조치를 취할 예정입니다." 포켓페어의 CEO는 회사가 X 사용자들로부터 살해 협박을 받았다고 밝혔다.
닌텐도와 포켓몬 컴퍼니는 2024년 9월 19일 특허권 침해로 포켓페어를 고소했다. 포켓페어는 같은 날 소송에 대해 답변하며, 소송에 자원을 할당해야 하는 것에 대한 실망감을 표명하고 어떤 특허가 침해되었는지 현재 알지 못한다고 밝혔다. 12월, 닌텐도는 미국 법원에서 포켓페어에 맞서기 위해 일련의 특허를 미국에 출원했다. 2025년 2월에는 23개의 특허 중 단 하나만이 승인되었다.

### 내용주
1. ↑  영어: Palworld, 일본어: パルワールド

### 참조주
1. 1 2 3  Stewart, Marcus (2023년 11월 24일). “Creature Feature – Capturing The Curious Story Of Palworld”. 《GameInformer》. 2024년 1월 17일에 원본 문서에서 보존된 문서. 2024년 1월 20일에 확인함.
2. ↑  “Palworld | Pocketpair, Inc.”. 《Pocketpair, Inc.》 (영어). 2024년 2월 7일에 원본 문서에서 보존된 문서. 2024년 2월 14일에 확인함.
3. 1 2  Romano, Sal (2024년 2월 22일). “Palworld Early Access tops 15 million sales on Steam, 10 million players on Xbox”. 《Gematsu》. 2024년 2월 22일에 원본 문서에서 보존된 문서. 2024년 2월 22일에 확인함.
4. 1 2 3  Raynor, Kelsey (2024년 1월 19일). “Palworld is more than just 'Pokemon with guns', but not much more”. 《VG247》. 2024년 1월 20일에 원본 문서에서 보존된 문서. 2024년 1월 20일에 확인함.
5. ↑  Mills, Kiera (2024년 1월 19일). “The best Pals in Palworld and how to catch them”. 《Rock, Paper, Shotgun》. 2024년 1월 20일에 원본 문서에서 보존된 문서. 2024년 1월 20일에 확인함.
6. ↑  Smith, Nat (2024년 3월 26일). “Palworld map – all locations, regions, and points of interest”. 《PCGamesN》. 2024년 4월 11일에 확인함.
7. ↑  Berry, Alex (2024년 1월 19일). “Where to Find the Rayne Syndicate's Tower in Palworld”. 《디 이스케이피스트》. 2024년 1월 19일에 원본 문서에서 보존된 문서. 2024년 1월 19일에 확인함.
8. ↑  Jurkovich, Tristan (2024년 1월 20일). “Palworld: 6 Beginner Mistakes To Avoid”. 《Game Rant》 (영어). 2024년 1월 20일에 원본 문서에서 보존된 문서. 2024년 1월 21일에 확인함.
9. ↑  Novichenko, Artur (2024년 1월 19일). “Palworld: How to Remove Wanted Status”. 《Game Rant》 (영어). 2024년 1월 20일에 원본 문서에서 보존된 문서. 2024년 1월 21일에 확인함.
10. ↑  Delaney, Mark (2024년 1월 18일). “Palworld Tips And Tricks”. 《게임스팟》. 2024년 1월 20일에 원본 문서에서 보존된 문서. 2024년 1월 19일에 확인함.
11. ↑  Henley, Stacey (2021년 6월 9일). “Interview: Palworld Developers Don't Know Why You Think Their Game Is Just Pokemon With Guns”. 《TheGamer》. 2022년 12월 17일에 원본 문서에서 보존된 문서. 2024년 1월 20일에 확인함.
12. ↑  Donovan, Imogen (2023년 9월 1일). “'Palworld' developer talks 'RimWorld' inspiration and map size in new Q&A”. 《NME》 (영국 영어). 2024년 4월 4일에 원본 문서에서 보존된 문서. 2024년 4월 10일에 확인함.
13. 1 2 3 4 5 6  Mizobe, Takuro (2024년 1월 16일). “3日後に命運が決まる、パルワールドという偶然の物語”. 《note.com》 (일본어). Pocket Pair. 2024년 1월 21일에 원본 문서에서 보존된 문서. 2024년 1월 20일에 확인함.
14. 1 2  Yokoyama, Keiichi; V, Amber (2024년 1월 23일). “Exclusive interview: Palworld dev talks about game's influences, original assets and the possibilities of a PvP mode”. 《Automaton》. 2024년 1월 23일에 원본 문서에서 보존된 문서. 2024년 1월 23일에 확인함.
15. ↑  いわし (2024년 1월 16일). “ポケットペア『パルワールド』ができるまでの物語公開―"めちゃくちゃ面白いゲームに仕上がった"失敗を乗り越えて辿り着いた"集大成"”. 《Game*Spark》 (일본어). 2024년 1월 20일에 원본 문서에서 보존된 문서. 2024년 1월 20일에 확인함.
16. ↑  Romano, Sal (2021년 6월 5일). “Craftopia studio Pocket Pair announces multiplayer open-world survival crafting game Palworld for PC”. 《Gematsu》. 2024년 1월 19일에 원본 문서에서 보존된 문서. 2024년 1월 19일에 확인함.
17. ↑  Parijat, Shubhankar (2023년 9월 15일). “Palworld Receives New Gameplay Trailer, Adds Xbox Series X/S and Xbox One Versions”. 《GamingBolt》. 2024년 1월 19일에 원본 문서에서 보존된 문서. 2024년 1월 19일에 확인함.
18. ↑  Stewart, Marcus (2023년 6월 8일). “Palworld Catches A January Early Access Launch Date”. 《게임인포머》. 2024년 1월 19일에 원본 문서에서 보존된 문서. 2024년 1월 19일에 확인함.
19. ↑  Romano, Sal (2021년 6월 5일). “Palworld launches in Early Access on January 19 for Xbox Series, Xbox One, and PC”. 《Gematsu》. 2024년 1월 19일에 원본 문서에서 보존된 문서. 2024년 1월 19일에 확인함.
20. ↑  Yin-Poole, Wesley (2024년 1월 19일). “Palworld Is Already Off to a Huge Start on Steam”. 《IGN》. 2024년 1월 20일에 원본 문서에서 보존된 문서. 2024년 1월 19일에 확인함.
21. ↑  “macOS Sequoia takes productivity and intelligence on Mac to new heights”. 《Apple Newsroom》. 2024년 6월 10일. 2024년 6월 10일에 확인함.
22. ↑  Yin-Poole, Wesley (2024년 6월 24일). “Looks Like Palworld Is Coming to PlayStation”. 《IGN》 (영어). 2024년 6월 24일에 확인함.
23. ↑  Marshall, Cass (2024년 6월 7일). “Palworld's first major expansion adds Pals and a whole new island”. 《폴리곤》. 2024년 6월 7일에 확인함.
24. ↑  “Palworld Feybreak Update - Palworld Guide”. 《IGN》 (영어). 2024년 12월 23일. 2025년 3월 28일에 확인함.
25. ↑  “Palworld surprise launches on PlayStation 5 in spite of Pokémon lawsuit — except in Japan”. 《폴리곤》. 2024년 9월 25일. 2024년 10월 21일에 확인함.
26. ↑  Yin-Poole, Wesley (2025년 3월 19일). “Palworld Update 0.5.0 Adds Crossplay Across All Platforms, Blueprint Upgrading, Photo Mode and More”. 《IGN》 (영어). 2025년 3월 28일에 확인함.
27. 1 2 3  Colantonio, Giovanni (2021년 6월 7일). “Pokémon with guns: Indie game Palworld has players up in arms”. 《Digital Trends》. 2024년 1월 19일에 원본 문서에서 보존된 문서. 2024년 1월 19일에 확인함.
28. 1 2  Almeida, Deborah (2022년 7월 16일). “Palworld Is Perfect for Gamers Who Wish the Pokémon Universe Was Darker”. 《CBR》. 2023년 4월 3일에 원본 문서에서 보존된 문서. 2024년 1월 19일에 확인함.
29. ↑  Clayton, Natalie (2021년 6월 8일). “I'm losing my mind at this trailer for open-world Pokémon clone Palworld”. 《PC 게이머》. 2024년 1월 19일에 원본 문서에서 보존된 문서. 2024년 1월 19일에 확인함.
30. ↑  Tunholi, Murilo (2024년 1월 19일). “Com Pals armados, Palworld é sucesso entre gamers e vende 1 milhão em 8 horas”. 《Gizmodo Brasil》 (브라질 포르투갈어). 2024년 1월 22일에 원본 문서에서 보존된 문서. 2024년 1월 22일에 확인함. Para quem não conhece, "Palworld" é um jogo de sobrevivência que mistura conceitos de "Pokémon", "Minecraft" e "Fortnite" com armas de fogo pesadas e piadas de duplo sentido — exclusivas para a localização em português do Brasil.
31. ↑  “Memes de Palworld saúdam quinta série dentro de todos os brasileiros” [Palworld memes salute the stupid filthy mind inside of all Brazilians]. 《Jovem Nerd》 (브라질 포르투갈어). 2024년 1월 22일에 원본 문서에서 보존된 문서. 2024년 1월 25일에 확인함.
32. ↑  Faz, Mariane (2024년 1월 19일). “Palworld: novo jogo desperta o espírito da 5ª série e web ama” [Palworld: new game awakens the spirit of the dirty mind and is a hit on the (Brazilian) web]. 《Curta Mais》 (브라질 포르투갈어). 2024년 1월 27일에 원본 문서에서 보존된 문서. 2024년 1월 25일에 확인함.
33. ↑  Zambarda, Pedro (2024년 1월 24일). “Palworld ultrapassa sete milhões de unidades vendidas em cinco dias”. 《Drops de Jogos in UOL》 (브라질 포르투갈어). 2024년 1월 27일에 원본 문서에서 보존된 문서. 2024년 1월 25일에 확인함. O jogo Palworld, tipo Pokémon com Fortnite, e que esgotou nosso estoque de piadas de duplo sentido.
34. ↑  Estevam, Rodrigo (2024년 1월 20일). “Palworld: como jogar multiplayer no Xbox e PC”. 《TecMundo》 (브라질 포르투갈어). 2024년 1월 23일에 원본 문서에서 보존된 문서. 2024년 1월 25일에 확인함. A menos que esteja vivendo em uma caverna, você já deve ter pelo menos esbarrado em algum print com a hilária localização de Palworld
35. ↑  Northup, Travis (2024년 1월 18일). “Palworld Early Access Review in Progress”. 《IGN》. 2024년 1월 21일에 원본 문서에서 보존된 문서. 2024년 1월 20일에 확인함.
36. ↑  Lambourne, Aidan (2024년 1월 18일). “Palworld review – Pokemon Survival Evolved”. 《PC 인베이젼》. 2024년 1월 19일에 원본 문서에서 보존된 문서. 2024년 1월 20일에 확인함.
37. ↑  Berry, Alex (2024년 1월 19일). “Palworld Is a Refreshing Pokémon Twist on Survival Crafting”. 《The Escapist》 (미국 영어). 2024년 1월 19일에 원본 문서에서 보존된 문서. 2024년 1월 21일에 확인함.
38. 1 2  Smith, Nat (2024년 1월 19일). “Palworld early access review – a morbid and messy survival game”. 《PCGamesN》 (미국 영어). 2024년 1월 20일에 원본 문서에서 보존된 문서. 2024년 1월 21일에 확인함.
39. ↑  Delaney, Mark (2024년 1월 19일). “Palworld Is Refreshingly Comfortable With Being Immoral”. 《GameSpot》. 2024년 1월 20일에 원본 문서에서 보존된 문서. 2024년 1월 21일에 확인함.
40. ↑  Carpenter, Lincoln (2024년 1월 18일). “Palworld could be a delight if it wasn't so invested in being awful”. 《PC 게이머》. 2024년 1월 19일에 원본 문서에서 보존된 문서. 2024년 1월 20일에 확인함.
41. ↑  Castle, Katharine (2024년 1월 19일). “Palworld utterly misses the point of being a good Pokémon-like”. 《Rock, Paper, Shotgun》 (영어). 2024년 1월 19일에 원본 문서에서 보존된 문서. 2024년 1월 21일에 확인함.
42. ↑  Yin-Poole, Wesley (2024년 1월 19일). “Pokémon Fans Are Coming for Palworld With a Vengeance”. 《IGN》 (영어). 2024년 1월 21일에 원본 문서에서 보존된 문서. 2024년 1월 21일에 확인함.
43. ↑  Serin, Kaan (2024년 1월 19일). “Palworld is the latest mega-hit survival game, selling one million copies in its first 8 hours - with "Very Positive" reviews on Steam”. 《GamesRadar+》. 2024년 1월 19일에 원본 문서에서 보존된 문서. 2024년 1월 19일에 확인함.
44. 1 2  Robinson, Andy (2024년 1월 20일). “Pokémon-style survival game Palworld is a huge hit, with 2m players in 24 hours”. 《Video Game Chronicle》. 2024년 1월 20일에 원본 문서에서 보존된 문서. 2024년 1월 20일에 확인함.
45. ↑  Palumbo, Alessio (2024년 1월 21일). “Palworld Sold 3+ Million Units in 40 Hours, Broke 1 Million Concurrent Users on Steam (Surpassing Elden Ring)”. 《Wccftech》. 2024년 1월 21일에 원본 문서에서 보존된 문서. 2024년 1월 21일에 확인함.
46. ↑  Bussell, Cat (2024년 1월 22일). “Trigger-happy Pokémon-alike Palworld passes 5 million sales and 1.2 million concurrent Steam users”. 《테크레이더》. 2024년 1월 22일에 원본 문서에서 보존된 문서. 2024년 1월 22일에 확인함. Palworld's official Twitter account also stated that the survival game has sold over five million copies since early access started.
47. ↑  Romano, Sal (2024년 1월 23일). “Palworld Early Access sales top six million in four days”. 《Gematsu》. 2024년 1월 23일에 원본 문서에서 보존된 문서. 2024년 1월 23일에 확인함. Total sales for open-world survival crafting game Palworld have surpassed six million units in only four days after its Early Access launch, developer Pocket Pair announced.
48. ↑  Palworld_EN. “#Palworld has sold over 7 million copies in only 5 days! Thank you very much!! We continue to be hard at work addressing the issues and bugs some users are experiencing. Thanks for your support!” (트윗). 2024년 1월 24일에 원본 문서에서 보존된 문서. 2024년 1월 24일에 확인함. |날짜=가 없거나 비었음 (도움말)
49. ↑  Romano, Sal (2024년 1월 25일). “Palworld Early Access Steam sales top eight million in less than six days”. 《Gematsu》 (미국 영어). 2024년 1월 27일에 원본 문서에서 보존된 문서. 2024년 1월 25일에 확인함.
50. ↑  Lowry, Brendan (2024년 1월 24일). “Palworld breaks 2 million concurrent players on Steam and becomes second most-played game ever, blowing past Counter-Strike 2 [UPDATED]”. 《Windows Central》 (영어). 2024년 1월 25일에 원본 문서에서 보존된 문서. 2024년 1월 29일에 확인함.
51. ↑  Kennedy, Victoria (2024년 1월 19일). “Palworld servers struggle as players pile on via Steam”. 《유로게이머》. 2024년 1월 19일에 원본 문서에서 보존된 문서. 2024년 1월 19일에 확인함.
52. ↑  “Palworld Steam Charts”. 2024년 1월 28일에 원본 문서에서 보존된 문서. 2024년 1월 29일에 확인함.
53. ↑  Heaton, Andrew (2024년 1월 29일). “Palworld has just one game to beat to become the most played release on Steam ever”. 《디스트럭토이드》. 2024년 1월 29일에 원본 문서에서 보존된 문서. 2024년 1월 29일에 확인함.
54. ↑  Webster, Andrew (2024년 2월 1일). “Palworld isn't slowing down, hits 19 million players across Steam and Xbox”. 《The Verge》. 2024년 1월 31일에 원본 문서에서 보존된 문서. 2024년 1월 31일에 확인함.
55. ↑  Skrebels, Joe (2024년 1월 31일). “Palworld Becomes the Biggest 3rd Party Game Pass Launch Ever”. 《엑스박스》. 2024년 1월 31일에 원본 문서에서 보존된 문서. 2024년 1월 31일에 확인함.
56. ↑  Nelson, Will (2024년 2월 10일). “Palworld down 1.3m players in Steam's biggest-ever two-week drop”. 《PCGamesN》. 2024년 2월 13일에 원본 문서에서 보존된 문서. 2024년 2월 12일에 확인함.
57. ↑  Yin-Poole, Wesley (2024년 2월 15일). “'Palworld Has Lost X% of Its Player Base' Discourse Is 'Lazy', Dev Says”. 《IGN》 (영어). 2024년 2월 15일에 원본 문서에서 보존된 문서. 2024년 2월 15일에 확인함.
58. ↑  Yin-Poole, Wesley (2025년 2월 19일). “Palworld Hits 32 Million Players During Year 1 as Nintendo Pokémon Lawsuit Looms Over the Horizon”. 《IGN》 (영어). 2025년 2월 19일에 확인함.
59. ↑  West, Josh (2024년 10월 4일). “Astro Bot and Final Fantasy 7 Rebirth lead the shortlist for the Golden Joystick Awards 2024, nudging out Helldivers 2 and Balatro for the most nominations”. 《GamesRadar+》. 2024년 10월 4일에 원본 문서에서 보존된 문서.
60. ↑  Watts, Steve (2024년 12월 17일). “The Steam Awards 2024 Nominees Announced”. 《게임스팟》. 2024년 12월 17일에 확인함.
61. 1 2  Robinson, Andy (2024년 1월 20일). “Palworld embroiled in AI and Pokémon 'plagiarism' controversy”. 《VGC》. 2024년 1월 24일에 원본 문서에서 보존된 문서. 2024년 1월 23일에 확인함.
62. ↑  Roberts, Alexandra (2024년 1월 25일). “Is Palworld, the latest gaming sensation, guilty of copyright infringement against Pokémon? A legal expert weighs in”. 《Northeastern Global News》. 노스이스턴 대학교. 2025년 6월 9일에 확인함.
63. ↑  V, Amber (2024년 1월 22일). “Palworld's release not faced with legal issues, according to dev”. 《Automaton》. 2024년 1월 24일에 원본 문서에서 보존된 문서. 2024년 1월 25일에 확인함.
64. ↑  Bankhurst, Adam (2024년 1월 24일). “The Pokemon Company Makes an Official Statement on Palworld: 'We Intend to Investigate'”. 《IGN》 (영어). 2024년 1월 25일에 원본 문서에서 보존된 문서. 2024년 1월 25일에 확인함.
65. ↑  Cunningham, Andrew (2024년 1월 25일). “Pokémon Company will "investigate" Palworld in light of plagiarism accusations”. 《Ars Technica》 (미국 영어). 2024년 1월 25일에 원본 문서에서 보존된 문서. 2024년 1월 28일에 확인함.
66. ↑  Robinson, Andy (2024년 1월 22일). “Palworld Pokémon plagiarism accusations pile up as CEO responds”. 《VGC》. 2024년 1월 25일에 원본 문서에서 보존된 문서. 2024년 1월 25일에 확인함.
67. ↑  Wilde, Tyler (2024년 1월 22일). “Palworld accused of copying Pokémon models, developer pushes back, says artists are being slandered”. 《PC Gamer》 (영어). 2024년 1월 23일에 원본 문서에서 보존된 문서. 2024년 1월 25일에 확인함.
68. ↑  Stedman, Alex (2024년 9월 19일). “Nintendo and The Pokémon Company Officially Suing Palworld Developer Over 'Multiple' Patent Infringements”. 《IGN》. 2024년 9월 19일에 확인함.
69. ↑  Peters, Jay (2024년 9월 19일). “Nintendo and Pokémon are suing Palworld maker Pocketpair”. 《The Verge》. 2024년 9월 19일에 확인함.
70. ↑  Norman, Jim (2025년 2월 17일). “Nintendo's Palworld Lawsuit Might Go International As New Patents Land U.S. Approval”. 《Nintendo Life》 (영국 영어). 2025년 2월 17일에 확인함.
71. ↑  Young, Jennifer (2025년 2월 12일). “Nintendo applying for anti-Palworld patents in the US with a whopping 22 out of 23 rejected, but "they are fighting"”. 《Windows Central》 (영어). 2025년 2월 17일에 확인함.